# 1409 هـ
1409 هـ هي سنة في التقويم الهجري امتدت مقابلةً في التقويم الميلادي بين سنتي 1988 و1989.

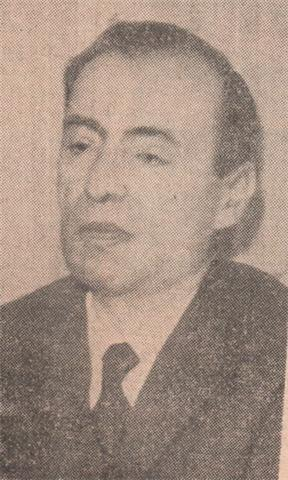
ميشيل عفلق، مؤسس حزب البعث العربي الاشتراكي

## أحداث

### رجب
- 8 رجب - إصدار فتوى من المرجع الديني روح الله الموسوي الخميني بإباحة دم الكاتب البريطاني سلمان رشدي بسبب روايته «آيات شيطانية».

### ذو الحجة
- 6 ذو الحجة - وقوع حادثة الحرم المكي الثانية

## مواليد
- سكينة حبيب الله
- أحمد الفريدي
- أمل العوضي
- حمزة كاشغري
- حجاج العجمي
- دريع الهاجرى
- ريان بلال
- شيماء جناحي
- علي المطيري
- نورة العميري
- نعمة رياض
- فهد جمال ناصر العازمي

## وفيات
- أبو العرفان الندوي
- حمد الحجي
- حيدر بن عثمان الحجار
- عبد الباسط عبد الصمد
- محمد أحمد دهمان
- محمد الحمد الشبيلي
- محمد الخال
- محمد بن حمود المعيقلي
- محمد حسين شهريار
- ميشيل عفلق
- سعيد حوى
- 16 ربيع الآخر - محمد بن عبد العزيز آل سعود رئيس مجلس العائلة المالكة